# Didier Reynders
Didier J. L. Reynders (Lieja, Valonia; 6 de agosto de 1958) es un político belga miembro del Movimiento Reformador (MR), del que fue presidente. Es el actual comisario de Justicia en la Comisión Von der Leyen, siendo miembro del grupo parlamentario Renovar Europa. Ocupó los cargos de vice primer ministro y ministro de Finanzas y Reformas Institucionales en los gobiernos de Guy Verhofstadt, Yves Leterme y Herman Van Rompuy hasta el 25 de noviembre de 2009.
Nació en Lieja, siendo el menor de tres hermanos. Estudió derecho en la Universidad de Lieja. Dirigió la NMBS/SNCB (Sociedad Nacional de Ferrocarriles Belgas) de 1986 a 1991. Es ministro de Finanzas desde 1999, y vice primer ministro desde 2004. Estuvo a la cabeza del Movimiento Reformador de 2004 a 2011.
Reynders llevó su partido a la victoria en las elecciones de 2007, convirtiéndose en el partido belga francófono más votado. El rey de los belgas lo designó informateur, es decir encargado de iniciar discusiones informales para formar una coalición  federal de gobierno, que serían unas de las más difíciles y largas de la historia del país. Las negociaciones se caracterizaron por el desacuerdo entre los partidos francófonos y nerlandófonos sobre la necesidad y, en su caso, la naturaleza de una posible reforma constitucional. Con esta crisis se comenzó hablar de la posibilidad de la partición del país.
Otra situación de estancamiento siguió a las elecciones generales de 2010. El rey nombró a una serie de personas para negociar una coalición a partir de junio de 2010, pero ninguno de ellos consiguió formar un nuevo gobierno en los siguientes siete meses. Reynders fue otra vez nombrado informador por el rey el 2 de febrero de 2011. Entregó su reporte al rey el 16 de febrero de 2011, quien decidió mantenerlo a la cartera de informador hasta el 1 de marzo de 2011, cuando fue remplazado por Wouter Beke.
Es el actual comisario europeo de Justicia.

## Carrera profesional
Didier Reynders completó sus estudios de bachillerato en Études classiques, i.e. Humanidades, en el Institut Saint Jean Berchmans de Lieja  y se licenció en derecho en la Universidad de Lieja (1981).
- Abogado (1981-1985)
- Director general de Departamento de los Poderes Locales del Ministerio de la Región Valona (1985-1988)
- Presidente de la Sociedad Nacional Ferrocarriles Belgas (SNCB) (1986-1991)
- Presidente de la Sociedad Nacional de las Vías Aéreas (1991-1993)— antes de su fraccionamiento en The Brussels Airport Company N.V./S.A y Belgocontrol—
- Profesor adjunto en la Escuela de Administración de la Universidad de Lieja
- Colaborador en el Servicio de Derecho Público de la Universidad de Lieja.

## Carrera política

### Actividades
- Nombrado informateur por el Rey para resolver la crisis (2 de febrero de 2011). La cuestión era si todavía hay una posibilidad de llegar a un acuerdo sobre la cuestión de reformas institucionales. Su misión se terminará el 1.º de marzo de 2011.
- Dénoueur (liberador) de crisis, puesto nombrado por el Rey tras el fracaso de las negociaciones de  Jean-Luc Dehaene, nombrado Démineur (artificiero) de los enredos políticos de la cuestión Bruselas-Halle-Vilvoorde (24-25 de abril de 2010)
- Informateur del Rey después de las elecciones legislativas del 10 de junio de 2007
- Presidente del Movimiento Reformador (MR) del 11 de octubre de 2004 al 14 de febrero de 2011
- Vicepresidente del MR de 1992 a 2004
- Presidente de la Federación provincial de Lieja del MR desde 1995
- Líder del grupo MR en el Consejo comunal de la ciudad de Lieja desde 1995
- Presidente del MR del Arrondissement de Lieja (de 1995 à 2004)
- Presidente del grupo PRL-FDF (Partido Reformador Liberal-Federalistas Demócratas Francófonos) en el Cámara de Representantes de Bélgica (1995-1999)
- Diputado desde 1992
- Concejal comunal de Lieja (octubre de 1988)

### Mandatos de Gobierno
- 25 de noviembre de 2009: Vice primer ministro, ministro de Finanzas y de Reformas Institucionales del gobierno Leterme II.
- 30 de diciembre de 2008: vice primer ministro, ministro de Finanzas y de Reformas Institucionales del gobierno Van Rompuy.
- 20 de marzo de 2008: vice primer ministro, ministro de Finanzas y de Reformas Institucionales del gobierno  Leterme.
- 21 de diciembre de 2007: vice primer ministro, ministro de Finanzas y de Reformas Institucionales del gobierno Verhofstadt III.
- Vice primer ministro (desde el 18 de julio de 2004) y ministro de Reformas Institucionales.
- Ministro de Finanzas encargado de la administración de inmuebles (desde el 12 de julio de 2003).
- Ministro de Finanzas a partir de 1999.[6]
- Presidente del Eurogrupo (reunión de los Ministros des Finanzas de la eurozona) del 1 de enero al 31 de diciembre de 2001 y del Ecofin (reunión de los Ministros des Finanzas de la Unión Europea) del 1 de julio al 31 de diciembre de 2010.
- Miembro de G8 durante 2001.
- Presidente del G10, que reúne los principales países acreedores (Alemania, Bélgica, Canadá, EE. UU., Francia, Gran Bretaña, Italia, Japón, los Países Bajos, Suecia y Suiza) durante 2002.
- Jefe de Gabinete de Jean Gol, vice primer ministro, ministro de Justicia y de Reformas Institucionales (1987-1988)
- Didier Reynders es cónsul honorario de Túnez.

### Distinciones
- Comendador de la Orden de Leopoldo (Ordre de Léopold / Leopoldsorde), la más importante distinción civil y militar belga
- Gran Cruz de la Orden al Mérito del Gran Ducado de Luxemburgo
- Caballero (Gran Cruz) de la Orden de Orange-Nassau, otorgada por el Reino de los Países Bajos

### De su autoría
- Parlons-en, 2007, éditions Luc Pire.
- Tax policy priorities under the Belgian Presidency of the European Union during the second half of 2001. In: EC Tax Review. Vol. 10, N.º. 3, 2001, ISSN 0928-2750, p. 145.
- La présidence belge de l'Eurogroupe: vers un renforcement de la coordination économique. In: Reflets & perspectives de la vie économique. Vol. 40, 2001, ISSN 0034-2971, p. 139.
- Economic Governance within a larger EMU. In: Studia diplomatica. Vol. 56, N.º 4, 2003, ISSN 0770-2965, p. 57.

### Sobre él
- André Gilain, Didier Reynders: La face cachée de l'iceberg, 2007, éditions Luc Pire. ISBN 2-87415-744-9